# Vladica Zlojutro
Vladica Zlojutro, född 4 januari 1988, är en svensk fotbollsspelare (mittfältare) som spelar för Högaborgs BK.

## Karriär
Zlojutro skrev på för Öster inför säsongen 2013 sedan han varit IFK Värnamos främste poängspelare under säsongen 2012. I juni 2014 lånades Zlojutro ut för resten av säsongen 2014 till Varbergs BoIS.
I mars 2018 gick Zlojutro till division 2-klubben Hittarps IK. I januari 2020 gick Zlojutro till Vejby IF. Inför säsongen 2022 gick han till division 3-klubben Högaborgs BK.